# Dysphania transgressa
Dysphania transgressa là một loài bướm đêm trong họ Geometridae.